# Straßenbrücke (Kinlochleven)
Die Straßenbrücke in Kinlochleven ist eine Straßenbrücke in der schottischen Ortschaft Kinlochleven in der Council Area Highland. 1999 wurde die Brücke in die schottischen Denkmallisten in der höchsten Denkmalkategorie A aufgenommen.

## Beschreibung
Die B863 ist entlang den Ufern des Meeresarms Loch Leven zwischen North Ballachulish und Glencoe geführt. In Kinlochleven quert sie den Leven an dessen linkem Ufer sie als Leven Road durch den Südteil Kinlochlevens verläuft. 1909 nahm die Aluminiumhütte Kinlochleven Aluminium Works ihren Betrieb auf. Zwischen dem Werksgelände und dem Schiffsanleger am Leven betrieb sie eine zwischenzeitlich abgetragene Fabrikbahn. Vorliegende Brücke wurde 1929 zur Querung dieser Bahn errichtet.
Die Straßenbrücke aus Stahlbeton ist als Balkenbrücke mit zehn Feldern ausgeführt. Sie ist vermutlich die einzige größere Brücke dieser Bauart in Schottland, die in einer Kurve geführt ist. Infolge des ansteigenden Grunds nach Westen, bildet sie eine nach Osten abfallende Rampe. Sie ruht auf schlichten, gepaarten Pfeilern, auf denen Balken aufliegen, auf welchen das Brückendeck lagert. Dieses kragt zu beiden Seiten über die Pfeiler aus. An der Nordseite sind die dritte und die sechste Öffnung von Osten mit X-förmig angeordneten Streben sowie je zwei diagonalen Streben von den Fußpunkten der Pfeiler zu den gegenüberliegenden Aufsatzpunkten des Brückendecks ausgeführt. Betonbalustraden fassen die Fahrbahn sowie den Fußgängerweg an der Nord-/Westseite ein. Als Fortführung der Brückenpfeiler durchbrechen sich leicht verjüngende Pfeiler mit schmucklosen Aussparungen die Balustrade. An der Nordseite ist die Balustrade entlang der zuführenden Rampe fortgeführt. Auf dem letzten Pfeiler an der Ostseite ist das Baujahr angegeben.